# Samwel Imeta
Samwel Bitonyake Imeta (* 26. Juli 1998) ist ein kenianischer Leichtathlet, der sich auf den Sprint spezialisiert hat.

## Sportliche Laufbahn
Erste internationale Erfahrungen sammelte Samwel Imeta im Jahr 2022, als er bei den Afrikameisterschaften in Port Louis im 100-Meter-Lauf das Halbfinale erreichte und dort mit 10,27 s ausschied. Zudem gewann er mit der kenianischen 4-mal-100-Meter-Staffel gemeinsam mit Dan Kiviasi, Mike Mokamba und Ferdinand Omanyala mit neuem Landesrekord von 39,28 s die Goldmedaille.

## Persönliche Bestzeiten
- 100 Meter: 10,12 s (−0,2 m/s), 26. April 2023 in South Africa
- 100 Meter: 10,25 s (−0,3 m/s), 25. Juni 2022 in Nairobi
- 200 Meter: 20,76 s (−0,7 m/s), 22. April 2022 in Nairobi